# Đại học Sun Moon

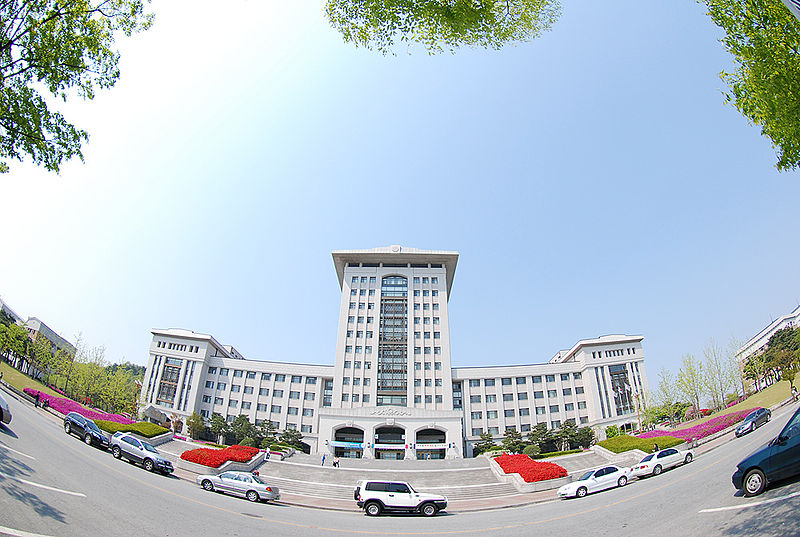
Đại học Sun Moon

Đại học Sun Moon là một trường đại học ở Hàn Quốc được thành lập bởi Đức Sun Myung Moon và có gia nhập vào Unification Church. Đại học này bắt nguồn từ Trường  School of Unification Theology được thành lập năm 1972. Trường hiện tại có hai khu trường sở, ở các thành phố gần nhau là  Asan và Cheonan, ở Nam Chungchong.
Trường có các ngành Toán học, Luật, và  thần học Unification và Pure Love. Trường nhấn mạnh phần ngôn ngữ với Viện Ngôn ngữ Hàn Quốc cũng như các chương trình bằng tiếng Hoa, tiếng Anh, tiếng Nhật, tiếng Nga, và tiếng Tây Ban Nha.
Đại học Sun Moon có 8000 sinh viên bao gồm 1600 sinh viên nước ngoài, phần lớn đến từ Việt Nam và Nhật Bản.